# Hoplophorella balazsi
Hoplophorella balazsi är en kvalsterart som beskrevs av Sandór Mahunka 1983. Hoplophorella balazsi ingår i släktet Hoplophorella och familjen Phthiracaridae. Inga underarter finns listade i Catalogue of Life.